# Gustav Eckstein
Gustav Eckstein (Beč, 19. veljače 1875. – Zürich, 27. srpnja 1916. u ) je bio austrijski novinar, socijaldemokrat i teoretičar austromarksizma. 

## Životopis
Gustav Eckstein potječe iz velegradske obitelji židovskih liberala. Otac Albert bio je kemičar, inovator i osnivač tvornice pergamenta u Perchtoldsdorfu, mati Amalie rođena Wehle. Imao je šest šestara i trojicu braće, od kojih su dvojica umrla kao djeca. Treći brat zvao se Friedrich bio je polihistor. Od sestara isticale su se Emma, aktivistica koja se borila za ženska prava, jedna od pacijentica Sigmunda Freuda, zatim Therese Schlesinger, socijaldemokratkinja i spisateljica. 
1897. godine uključio se u socijaldemokratski pokret. Surađivao je u novinama Die Neue Zeit. Smatra ga se jednim od osoba koje su postavile temelje austromarksizmu. Napisao je nekoliko fundamentalnih radova iz teorije austromarksizma.

## Radovi
- 1910.: Leitfaden zum Studium der Geschichte des Sozialismus: von Thomas Morus bis zur Auflösung der Internationale, Verlag Paul Singer, Berlin
- 1917.: Die deutsche Sozialdemokratie während des Weltkrieges, Zürich
- 1918.: Der Marxismus in der Praxis, Verlag der Wiener Volksbuchhandlung Brand
- 1920.: Kapitalismus und Sozialismus, Verlag der Wiener Volksbuchhandlung Brand (kasnija izdanja kao Was ist der Sozialismus? Gespräche zur Einführung in die Grundbegriffe des wissenschaftlichen Sozialismus)

## Vanjske poveznice
- Djela Gustava Ecksteina i o Gustavu Ecksteinu u katalogu u katalogu Njemačke nacionalne knjižnice